# Xecotcovach
Xecotcovach – jeden z czterech mitycznych ptaków-demonów, które pomogły majańskiemu bogowi Hurakanowi ukarać pierwszych ludzi stworzonych z drewna.
Według mitu o stworzeniu Kicze zapisanym w  Popol Vuh powstanie człowieka wymagało kilku prób. Do jednej z nich bogowie wykorzystali drewno, jednak rezultat ich nie satysfakcjonował, ponieważ nowym stworzeniom brakowało serca i rozumu. Szybko zaludnili ziemię, ale zapomnieli o swoich stwórcach, niszczyli przyrodę i znęcali się nad zwierzętami. Wówczas bóg wiatru i ognia Hurakan postanowiło ich ukarać, zsyłając wielką powódź oraz ptaki-demony, które miały dokończyć zniszczenia. Jednym z nich był Xecotcovach, który wydłubał im oczy.